# Desviación (medida de bondad de ajuste)
En estadística, la desviación (del inglés deviance) es un estadístico para comprobar la bondad de ajuste para un modelo estadístico mediante contrastes de hipótesis. Es especialmente usado en los modelos de dispersión exponencial y los modelos lineales generalizados, en los que el ajuste se realiza por máxima verosimilitud en vez de por mínimos cuadrados ordinarios.

## Definición
Sea {\displaystyle M_{0}} un modelo lineal generalizado dado por {\displaystyle g(\mathbb {E} ({\boldsymbol {y}}))={\boldsymbol {X}}{\boldsymbol {\beta }}_{0}}, con {\displaystyle {\boldsymbol {\hat {\mu }}}_{0}} las predicciones del modelo. La intención de la desviación es determinar la bondad de ajuste, es decir, cuán bien explica el modelo propuesto la distribución de las observaciones. La forma de hacerlo es comparándolo con el modelo saturado, aquel que tiene un parámetro para cada observación y por tanto ofrece el mejor ajuste posible a las observaciones, es decir, {\displaystyle {\boldsymbol {\hat {\mu }}}_{0}={\boldsymbol {y}}}.
Se plantéa la hipótesis {\displaystyle H_{0}} de que el modelo propuesto {\displaystyle M_{0}} explica tan bien las observaciones como el modelo saturado y para contrastarla se usa un estadístico de razón de verosimilitudes: si {\displaystyle \ell _{0}} es el supremo de la función de verosimilitud del modelo {\displaystyle M_{0}}, y {\displaystyle \ell _{sat}} el supremo de la función de verosimimilitud para el modelo saturado, definimos
{\displaystyle \Lambda ={\frac {\ell _{0}}{\ell _{sat}}}}
Se define entonces la desviación de {\displaystyle M_{0}} como
{\displaystyle D({\boldsymbol {y}},{\boldsymbol {\hat {\mu }}}_{0})=-2\log \Lambda =2(L_{sat}-L_{0})}
donde {\displaystyle L_{sat}=\log(\ell _{sat})} y {\displaystyle L_{0}=\log(\ell _{0})} son las log-likelihood.

## Distribución asintótica
Para algunos modelos lineales generalizados y bajo ciertas condiciones el estadístico de desviación tiene distribución asintótica chi cuadrado {\displaystyle \chi _{n-p_{0}}^{2}} con grados de libertad la diferencia en el número de parámetros entre los dos modelos, que es {\displaystyle n} (el número de observaciones) para el saturado y {\displaystyle p_{0}}para {\displaystyle M_{0}}. 
Esto se cumple, por ejemplo, para los modelos binomiales con datos agrupados {\displaystyle n_{i}y_{i}\sim b(n_{i},\pi _{i})}, donde {\displaystyle y_{i}} se toma como la proporción de éxitos en el grupo {\displaystyle i}, cuando los {\displaystyle n_{i}} son grandes y ninguna probabilidad estimada se acerca a 0 o 1, y para los modelos Poisson, cuando los valores estimados son razonablemente grandes, mayores que 2 o 3.

## Comparación de modelos
A través de la desviación se pueden comparar dos modelos encajados {\displaystyle M_{0}\subset M_{1}} para ver si el modelo más general {\displaystyle M_{1}} con vector de parámetros {\displaystyle {\boldsymbol {\beta }}_{1}} produce una mejora significativa en el ajuste respecto al modelo más restringido {\displaystyle M_{0}}. El modelo más simple (con menos parámetros) siempre tiene una  desviación mayor, esto es así porque el espacio paramétrico de {\displaystyle M_{0}} está contenido en el de {\displaystyle M_{1}}ya que están engajados, de manera que para las verosimilitudes maximizadas {\displaystyle \ell _{0}\leq \ell _{1}}, y como {\displaystyle \ell _{sat}} está presente en las dos por igual
{\displaystyle D({\boldsymbol {y}},{\boldsymbol {\hat {\mu }}}_{1})\leq D({\boldsymbol {y}},{\boldsymbol {\hat {\mu }}}_{0})}
Se puede considerar como estadístico de contraste la diferencia de desviaciones {\displaystyle T=D({\boldsymbol {y}},{\boldsymbol {\hat {\mu }}}_{0})-D({\boldsymbol {y}},{\boldsymbol {\hat {\mu }}}_{1})}, que bajo ciertas condiciones se distribuye asintóticamente como una {\displaystyle \chi _{p_{1}-p_{0}}^{2}}.